# Socialismo democratico
Il socialismo democratico è un'ideologia politica che sostiene la possibilità di pervenire al socialismo tramite la democrazia.

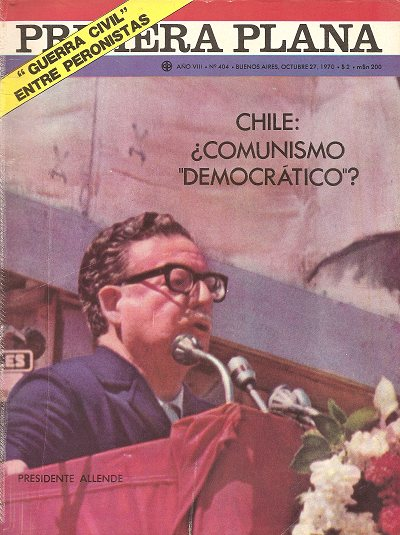
Copertina del settimanale argentino Primera plana del 1970, che annuncia la vittoria elettorale del socialista democratico Salvador Allende, domandandosi se ci sarà un "comunismo democratico"

## Ideologia
La forma di governo di uno Stato governato secondo tali principi può definirsi "stato socialista democratico" in cui, a differenza dello "Stato socialista reale" legato al monopartitismo, si ritiene necessario mantenere inalterate le libertà civili e politiche, nonché i diritti sociali e umani.
Nell'ambito dei paesi dell'ex blocco sovietico, si parla storicamente di "socialismo dal volto umano" per l'esperienza di socialismo democratico, rispettoso dei diritti civili, attuato durante la Primavera di Praga, in contrapposizione al socialismo autoritario dell'URSS (socialismo reale o socialismo scientifico di stampo marxista-leninista).
L'espressione "socialdemocrazia" indica generalmente una filosofia riformista che accetta il capitalismo e le sue dinamiche, temperandole con un solido sistema di Stato sociale, a metà strada tra socialismo e liberalismo sociale. 
Nel socialismo democratico puro, invece, l'obiettivo finale è ottenere il superamento del capitalismo e l'instaurazione di una società socialista; lo stesso obiettivo è perseguito dal socialismo rivoluzionario e dal comunismo, anche se tramite la rivoluzione e non i mezzi legali delle elezioni parlamentari (queste vengono viste solo come un possibile passaggio verso una spontanea rivoluzione popolare, contrapposta alla rivoluzione centralista del partito leninista e dei "rivoluzionari di professione").
Nella comune accezione europea socialdemocrazia e socialismo democratico sono comunque termini frequentemente usati quali sinonimi della medesima posizione culturale e politica.
I partiti attualmente appartenenti a quest'area sono talvolta ritenute forze di governo credibili che, in ragione delle loro posizioni prevalenti nelle coalizioni di centro-sinistra, beneficiano delle alternanze politiche legate alle leggi elettorali. Diversi commentatori politici sottolineano, tuttavia, come tale posizione di forza dia stata caratterizzata, all'inizio del XXI secolo, da una certa perdita di significato: il socialismo contemporaneo continua a includere un desiderio di riforma sociale e di lotta contro la disuguaglianza che secondo questa analisi ha perso buona parte della sua purezza ideologica. Le idee di una profonda trasformazione della società hanno comunque lasciate invariate le priorità riguardanti la difesa di principi quali libertà, laicità, uguaglianza, disarmo, diritti dell'ambiente e quelli riconducibili ad un Welfare state efficiente e vicino alle esigenze dei cittadini.
Tuttavia, sovente vengono considerati come concetti distinti e numerosi socialdemocratici non si rispecchiano nell'idea di un socialismo democratico, in particolare per l'impronta marxista di alcuni che si richiamano a quest'ultimo, mentre i socialdemocratici si ispirano ad un socialismo non marxista e chiaramente non anticapitalista, orientato verso un socialismo liberale di stampo rosselliano-laburistico-owenista, talvolta anche al socialismo cristiano.
In particolare, secondo questa caratterizzazione, oggi coloro che si richiamano a questa ideologia sono essenzialmente individuabili, a livello internazionale, nel contesto dell'area sinistra dell'Internazionale Socialista e in Progressive International. 
In Europa invece sono concentrati in minoranza all'interno delle formazioni di centro-sinistra (vedi Corbyn nel Partito Laburista-S&D) e in maggioranza nei partiti della sinistra europea, come Die Linke, Podemos e altri.
In Italia storicamente il socialismo democratico è stato caratterizzato dal leader riformista del PSDI Giuseppe Saragat, sebbene in un'espressione diversa e moderata rispetto alle tendenze del socialismo democratico odierno. Nel mondo, un tipico leader socialista democratico in senso stretto fu Salvador Allende, il cui fine era la pacifica realizzazione del socialismo tramite elezioni libere e plurali, corredate da attività parlamentari, di governo e dall'attività di altri partiti politici, escludendo naturalmente rivoluzioni violente. Altri leader che si autodefiniscono socialisti democratici sono Hugo Chávez, Rafael Correa, Evo Morales (esponenti del socialismo del XXI secolo), e anche Luiz Inácio Lula da Silva, Alexīs Tsipras, Pablo Iglesias Turrión, Jean-Luc Mélenchon. 
Costoro (a differenza di Bernie Sanders, il quale sposa espressamente la socialdemocrazia nordica) si collocano a metà tra comunismo e socialismo; queste personalità, è bene notare, non aderiscono all'Internazionale Socialista, la quale rifiuta ipotesi di "terza via", ritenendo esse, secondo la definizione di Giacomo Matteotti, due realtà contrapposte.

### Eurocomunismo
A partire dagli anni '70 del Novecento, anche i comunisti europei arrivarono ad elaborare una versione del comunismo pienamente inserita in un contesto democratico. 
Dal momento che questa linea di pensiero si sviluppò proprio in Europa occidentale (soprattutto in Italia, Francia e Spagna), la stampa la ribattezzò "eurocomunismo"; tale espressione fu iniziativa dei suoi stessi esponenti. 
L'eurocomunismo si propone di realizzare la società socialista attraverso gli strumenti delle istituzioni democratiche, quindi attraverso libere elezioni e in un contesto di multipartitismo; rifiuta categoricamente concetti come quello di dittatura del proletariato e lotta armata, abbracciando invece la non-violenza. Gli eurocomunisti ritengono che ogni società debba trovare la propria strada verso il socialismo in base al proprio contesto e alla propria realtà concreta. Essi pensano che ad oggi, una rivoluzione socialista possa avere luogo solo in società dove non esistono istituzioni democratiche, dove esse non siano  strutturate, nonché in contesti dove al popolo non venga garantita la possibilità di esprimersi attraverso libere elezioni (quindi essenzialmente in paesi in via di sviluppo o appartenenti al terzo mondo). 
Per contro, le società occidentali e le loro istituzioni sono già giunte ad un punto di sviluppo avanzato, per cui allo stato attuale, la soluzione prevista dal marxismo-leninismo classico (che teorizzava una rivoluzione armata) non è evidentemente adatta; è necessario adeguare la propria linea d'azione al contesto democratico che si è consolidato in queste società, ed inserirla in un contesto istituzionale al fine di darle piena legittimazione.

## Socialisti democratici e socialdemocratici

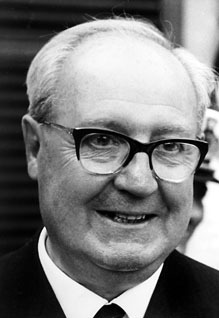
Giuseppe Saragat

Nella recente evoluzione storica, almeno a partire dalla fine del XIX secolo, anche le componenti a sinistra del socialismo occidentale hanno definitivamente acquisito l'idea di non poter prescindere dal contesto democratico: anche i socialisti tradizionalisti e maggiormente a sinistra si sono inseriti in quel filone culturale e politico definito socialismo democratico, rappresentandone, secondo alcuni, la "sinistra" interna. 
Tale tendenza coesiste e si affianca all'altra esistente in seno all'Internazionale Socialista e in Europa al Partito del Socialismo Europeo, costituita da coloro che si definiscono propriamente socialdemocratici.
Anche alcune formazioni post-comuniste (per es. il Partito del Socialismo Democratico tedesco) che - pur avendo abbandonato la visione rivoluzionaria - sostengono di poter superare, almeno in parte, il capitalismo attraverso riforme mirate alla instaurazione non di uno "Stato socialista reale", bensì di un egualitario sistema democratico parzialmente basato sulla democrazia diretta e radicato a livello locale e a livello nazionale attraverso associazioni popolari e dei lavoratori, hanno dichiarato di conformarsi ai valori del socialismo democratico. 
In Europa dei partiti che ritengono di spirarsi al socialismo democratico, soventi provenienti da ambienti radicali del socialismo e dal comunismo, si sono incontrati in un unico soggetto politico di sinistra: il Partito della Sinistra Europea, formando con gli "eco-socialisti" l'euro-gruppo della Sinistra Unitaria Europea/Sinistra Verde Nordica. Tuttavia, la famiglia socialista tradizionale non ritiene questi movimenti come parte dell'orizzonte del socialismo democratico, che nella terminologia europea resta associato a figure interne al movimento socialista internazionale quali Willy Brandt, Giuseppe Saragat, Jean Jaurès, Pierre Mauroy, Clement Attlee.